# Pujaudran

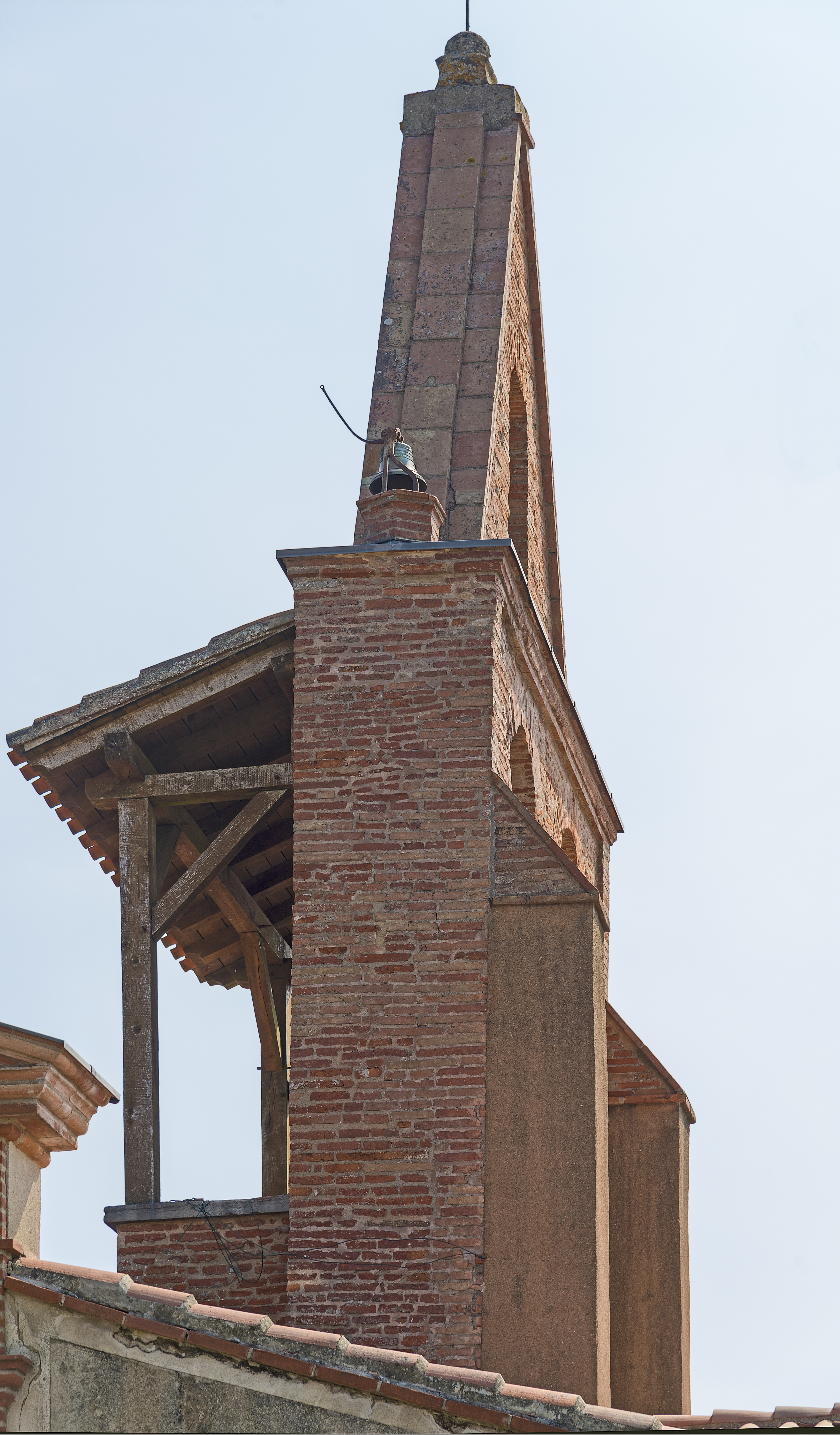
Détail du clocher-mur.

Pujaudran (Pujaudran en gascon) est une commune française située dans le département du Gers, en région Occitanie. Sur le plan historique et culturel, la commune est dans le Savès, une petite province gasconne correspondant au cours moyen de la Save.
Exposée à un climat océanique altéré, elle est drainée par le Rémoulin, le ruisseau de Saint-Blaise, le ruisseau du paradis et par divers autres petits cours d'eau. La commune possède un patrimoine naturel remarquable composé de deux zones naturelles d'intérêt écologique, faunistique et floristique. Une partie de la forêt de Bouconne est située sur le territoire de la commune.
Pujaudran est une commune rurale qui compte 1 708 habitants en 2022, après avoir connu une forte hausse de la population depuis 1968.  Elle fait partie de l'aire d'attraction de Toulouse. Ses habitants sont appelés les Pujaudranais ou  Pujaudranaises.

## Géographie

### Localisation
Pujaudran est une commune de l'aire d'attraction de Toulouse qui se trouve à 6 km à l'est sud-est de L'Isle-Jourdain et à une trentaine de kilomètres à l'ouest de Toulouse, juste après Léguevin sur la route d'Auch. La commune est limitrophe avec le département de la Haute-Garonne.

### Communes limitrophes
Pujaudran est limitrophe de cinq autres communes dont trois dans le département de la Haute-Garonne.
|                 | Mérenvielle (Haute-Garonne) |                          |
| L'Isle-Jourdain | Pujaudran                   | Léguevin (Haute-Garonne) |
| Lias            | Fontenilles (Haute-Garonne) |                          |

### Lieux-dits ou hameaux
Au Battut, Pesqué, Galabart, La Carrerasse,

### Géologie et relief
La commune occupe la dernière terrasse de Garonne avant les coteaux de Gascogne. Son territoire se divise en une partie basse dite la Plaine et une partie haute qui comprend le village en lui-même. Une partie de la forêt de Bouconne est située sur la commune
La superficie de la commune est de 1 741 hectares ; son altitude varie de 194  à   297 mètres.
Pujaudran se situe en zone de sismicité 1 (sismicité très faible).

### Hydrographie

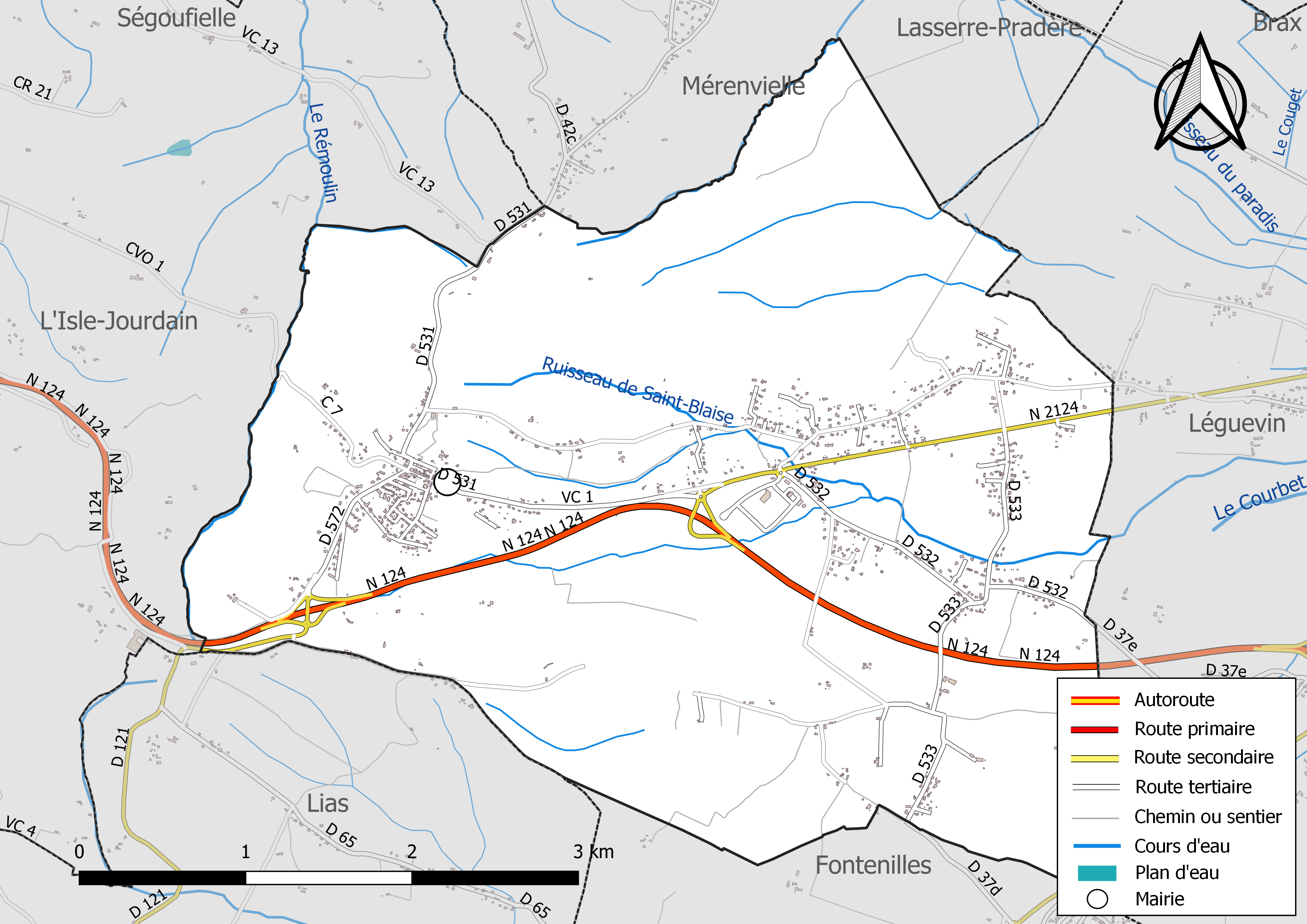
Réseaux hydrographique et routier de Pujaudran.

La commune est dans le bassin de la Garonne, au sein du bassin hydrographique Adour-Garonne. Elle est drainée par le Rémoulin, le ruisseau de Saint-Blaise, le ruisseau du paradis, la Moulinasse et par divers petits cours d'eau comme la chibrette dorée, qui constituent un réseau hydrographique de 17 km de longueur totale,.

### Climat
Pour des articles plus généraux, voir Climat de l'Occitanie et Climat du Gers.
En 2010, le climat de la commune est de type climat du Bassin du Sud-Ouest, selon une étude s'appuyant sur une série de données couvrant la période 1971-2000. En 2020, Météo-France publie une typologie des climats de la France métropolitaine dans laquelle la commune est exposée à un climat océanique altéré et est dans la région climatique Aquitaine, Gascogne, caractérisée par une pluviométrie abondante au printemps, modérée en automne, un faible ensoleillement au printemps, un été chaud (19,5 °C), des vents faibles, des brouillards fréquents en automne et en hiver et des orages fréquents en été (15 à 20 jours).
Pour la période 1971-2000, la température annuelle moyenne est de 13,6 °C, avec une amplitude thermique annuelle de 15,8 °C. Le cumul annuel moyen de précipitations est de 778 mm, avec 9,5 jours de précipitations en janvier et 5,8 jours en juillet. Pour la période 1991-2020, la température moyenne annuelle observée sur la station météorologique la plus proche, située sur la commune de L'Isle-Jourdain à 6 km à vol d'oiseau, est de 13,8 °C et le cumul annuel moyen de précipitations est de 708,9 mm,. Pour l'avenir, les paramètres climatiques de la commune estimés pour 2050 selon différents scénarios d'émission de gaz à effet de serre sont consultables sur un site dédié publié par Météo-France en novembre 2022.

### Milieux naturels et biodiversité

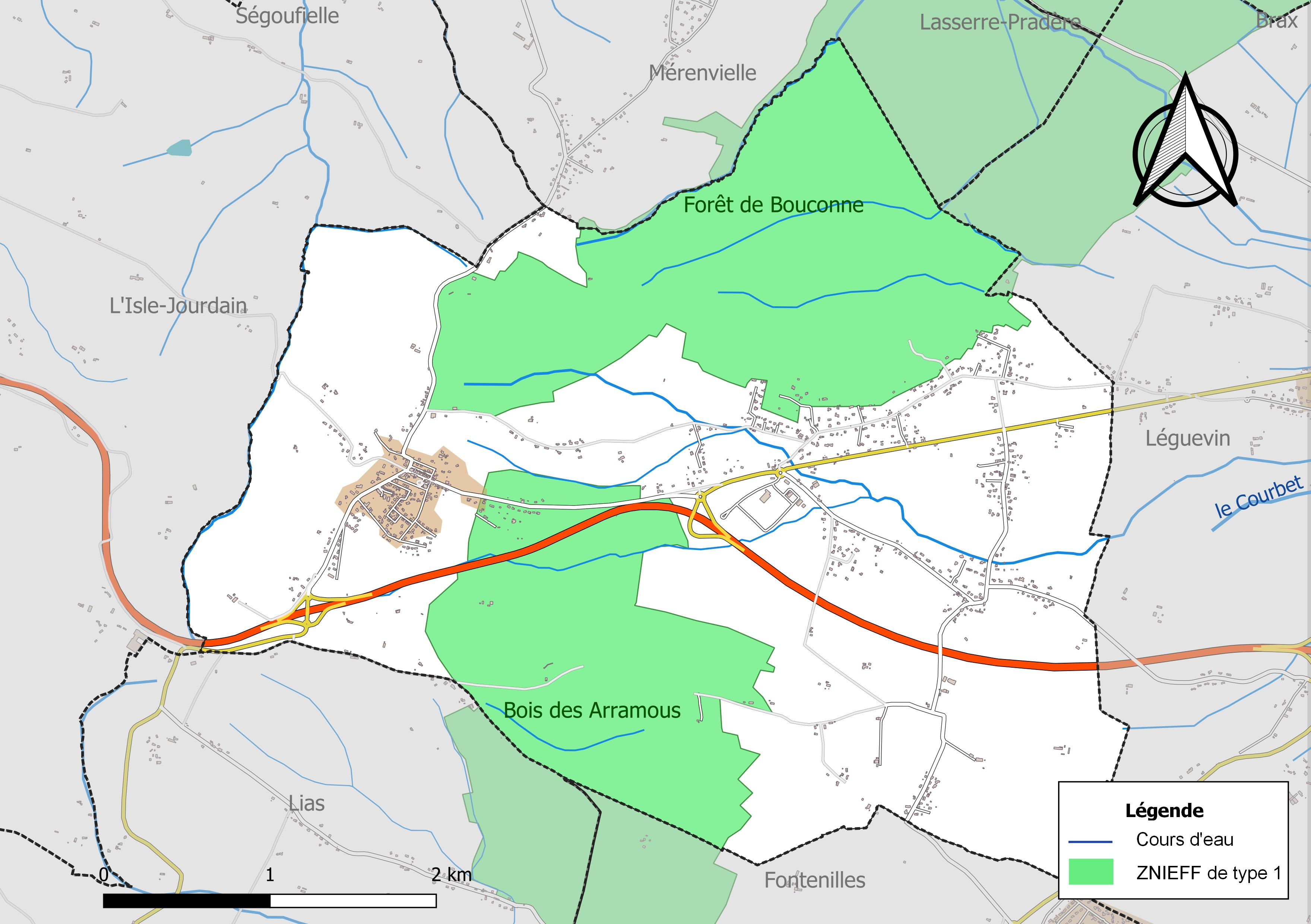
Carte des ZNIEFF de type 1 localisées sur la commune.

L’inventaire des zones naturelles d'intérêt écologique, faunistique et floristique (ZNIEFF) a pour objectif de réaliser une couverture des zones les plus intéressantes sur le plan écologique, essentiellement dans la perspective d’améliorer la connaissance du patrimoine naturel national et de fournir aux différents décideurs un outil d’aide à la prise en compte de l’environnement dans l’aménagement du territoire.
Deux ZNIEFF de type 1 sont recensées sur la commune :
le « bois des Arramous » (416 ha), couvrant 3 communes dont une dans la Haute-Garonne et deux dans le Gers, et 
la « forêt de Bouconne » (2 868 ha), couvrant 10 communes dont neuf dans la Haute-Garonne et une dans le Gers.

## Urbanisme

### Typologie
Au 1er janvier 2024, Pujaudran est catégorisée commune rurale à habitat dispersé, selon la nouvelle grille communale de densité à sept niveaux définie par l'Insee en 2022.
Elle est située hors unité urbaine. Par ailleurs la commune fait partie de l'aire d'attraction de Toulouse, dont elle est une commune de la couronne,. Cette aire, qui regroupe 527 communes, est catégorisée dans les aires de 700 000 habitants ou plus (hors Paris),.

### Occupation des sols
L'occupation des sols de la commune, telle qu'elle ressort de la base de données européenne d’occupation biophysique des sols Corine Land Cover (CLC), est marquée par l'importance des territoires agricoles (56 % en 2018), en diminution par rapport à 1990 (63,9 %). La répartition détaillée en 2018 est la suivante : 
zones agricoles hétérogènes (33,1 %), forêts (33 %), terres arables (22,9 %), zones urbanisées (8,1 %), milieux à végétation arbustive et/ou herbacée (2,9 %). L'évolution de l’occupation des sols de la commune et de ses infrastructures peut être observée sur les différentes représentations cartographiques du territoire : la carte de Cassini (XVIIIe siècle), la carte d'état-major (1820-1866) et les cartes ou photos aériennes de l'IGN pour la période actuelle (1950 à aujourd'hui).

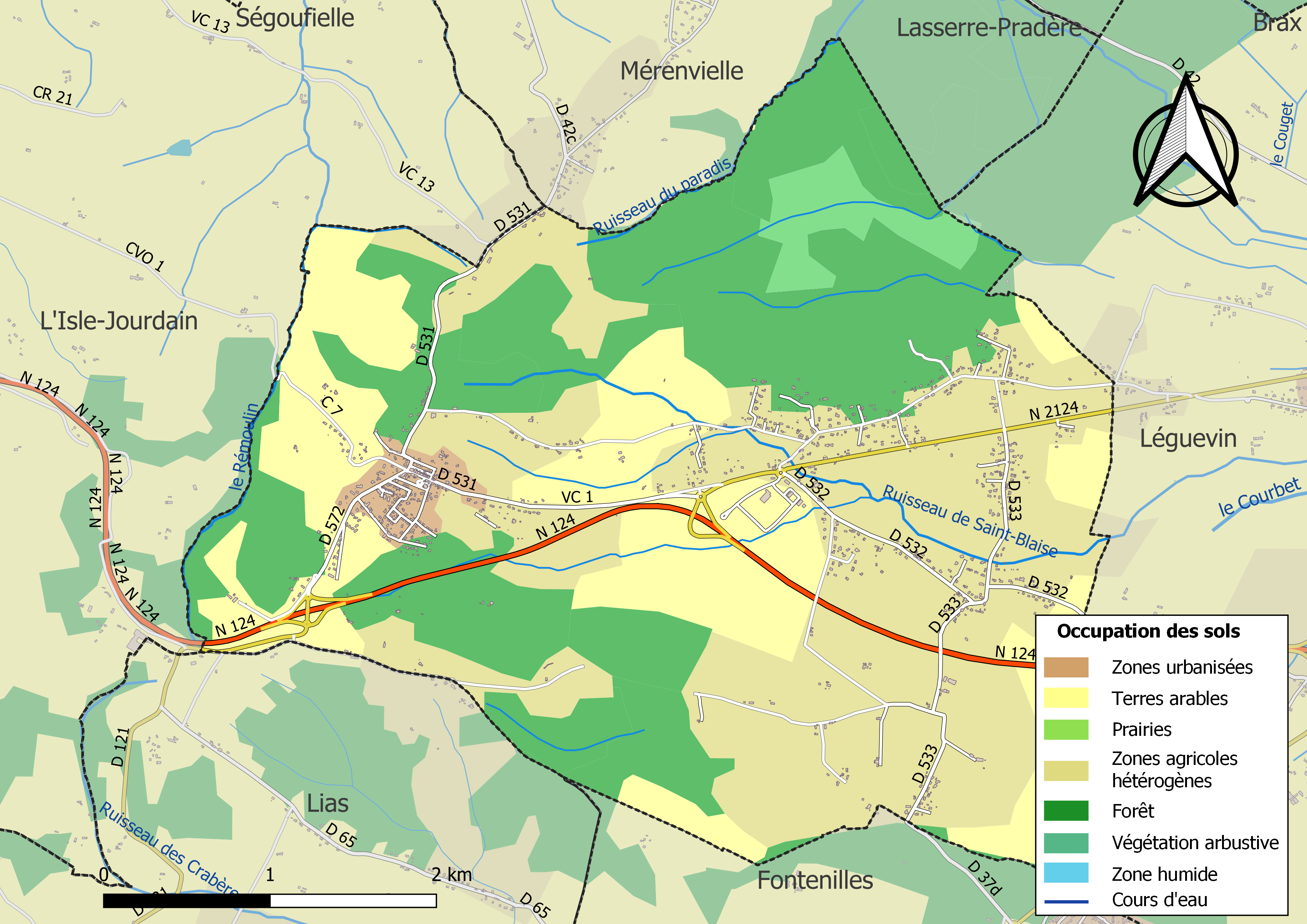
Carte des infrastructures et de l'occupation des sols de la commune en 2018 (CLC).

### Voies de communication et transports
Accès avec la route nationale 124 et par le train en gare de Brax-Léguevin ou en gare de L'Isle-Jourdain.
La ligne 935 du réseau liO relie la commune à la gare routière de Toulouse et à Auch.

### Risques majeurs
Le territoire de la commune de Pujaudran est vulnérable à différents aléas naturels : météorologiques (tempête, orage, neige, grand froid, canicule ou sécheresse) et séisme (sismicité très faible). Il est également exposé à un risque technologique,  et  le risque industriel. Un site publié par le BRGM permet d'évaluer simplement et rapidement les risques d'un bien localisé soit par son adresse soit par le numéro de sa parcelle.

#### Risques naturels

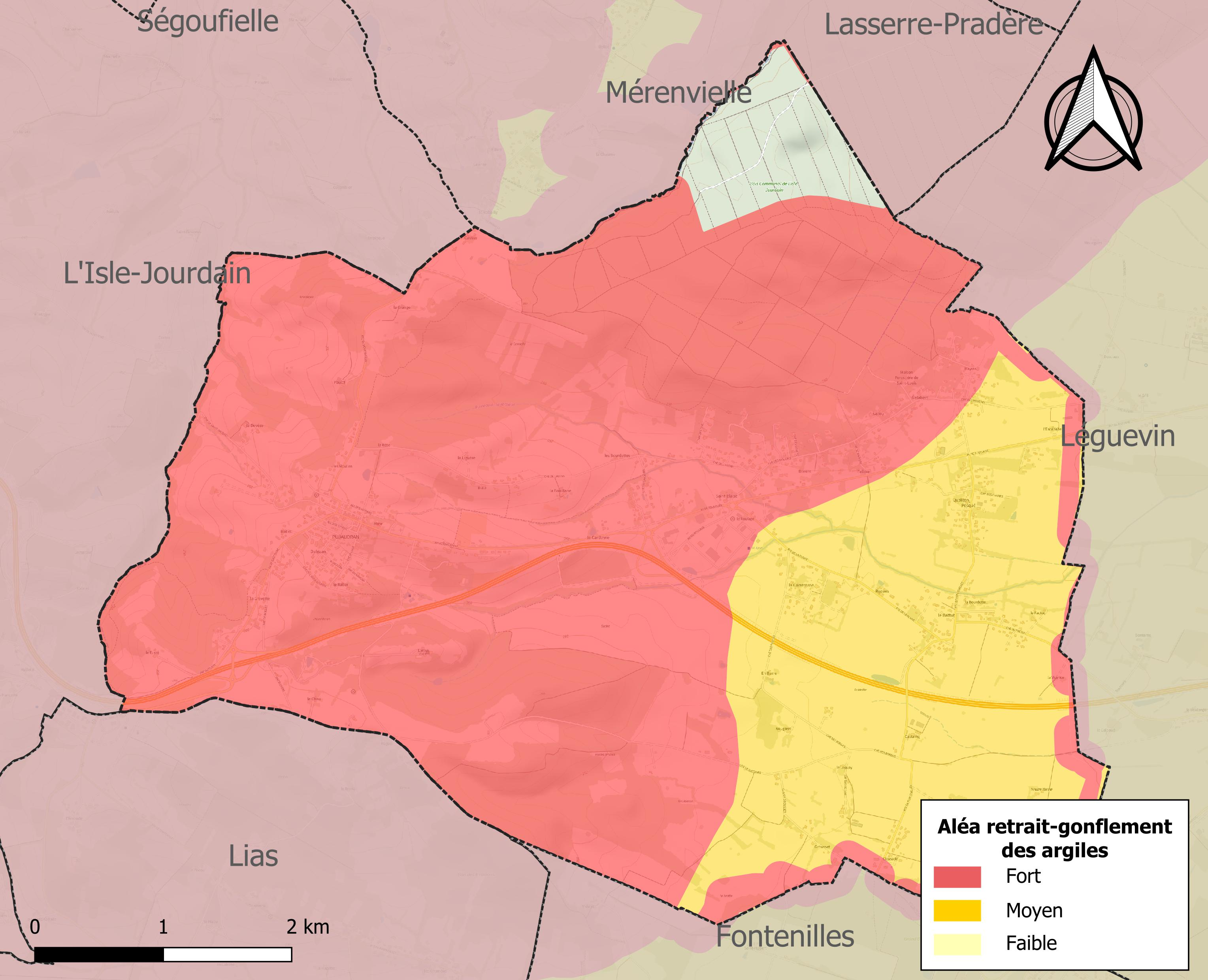
Carte des zones d'aléa retrait-gonflement des sols argileux de Pujaudran.

Le retrait-gonflement des sols argileux est susceptible d'engendrer des dommages importants aux bâtiments en cas d’alternance de périodes de sécheresse et de pluie. 96,4 % de la superficie communale est en aléa moyen ou fort (94,5 % au niveau départemental et 48,5 % au niveau national). Sur les 588 bâtiments dénombrés sur la commune en 2019, 588 sont en aléa moyen ou fort, soit 100 %, à comparer aux 93 % au niveau départemental et 54 % au niveau national. Une cartographie de l'exposition du territoire national au retrait gonflement des sols argileux est disponible sur le site du BRGM,.
Par ailleurs, afin de mieux appréhender le risque d’affaissement de terrain, l'inventaire national des cavités souterraines permet de localiser celles situées sur la commune.
La commune a été reconnue en état de catastrophe naturelle au titre des dommages causés par les inondations et coulées de boue survenues en 1987, 1999, 2009 et 2014. Concernant les mouvements de terrains, la commune a été reconnue en état de catastrophe naturelle au titre des dommages causés par la sécheresse en 1989, 1991, 1993, 1998, 1999, 2002, 2003, 2008, 2011, 2015 et 2016 et par des mouvements de terrain en 1999.

#### Risques technologiques
La commune est exposée au risque industriel du fait de la présence sur son territoire d'une entreprise soumise à la directive européenne SEVESO.

## Toponymie
Pujaudran est composé de puj variante occitane de puy qui dérive de podium, signifiant petite butte. Le village qui domine de 82 mètres la terrasse de Léguevin, justifie cette appellation. Audran pourrait être le nom d'un homme.
Ce dernier provenant du germanique Aldramn (vieux corbeaux) ou Aldric (vieux et puissant). Le village de Pujaudran se situe à une altitude de 297 mètres.

## Histoire
Au lieu-dit Pargamousques, à l'ouest du village, une première prospection signale un site gallo-romain. Un itinéraire datant de l'an 333 de notre ère reliant Bordeaux à Jérusalem traversait d'ouest en est la commune de Pujaudran. Le toponyme d'un lieu-dit pourrait être d'origine antique : Tellère, orthographié Teulères au XVIIe siècle, signifie lieu où se fabriquait la tuile. L'existence d'une tuilerie en ce point paraît d'autant plus vraisemblable que la marne y affleure.
Au XIe siècle, se développe le pèlerinage de Saint-Jacques-de-Compostelle et Pujaudran se trouve être sur la via Tolosane qui reliait Arles à Puente la Reina (Espagne).
L'ordre des Antonins avait, à la fin du XIIIe siècle une commanderie avec église et hôpital à la limite des communes de Pujaudran et de l'Isle-Jourdain.
Dans un document datant de 1304 est mentionnée la présence de trois hôpitaux à Pujaudran : Saint-Jacques, Saint-Blaise-Sainte-Marie-Madeleine et Saint-Barthélemy. L'hôpital Saint-Blaise se trouvait au pied de la côte de Pujaudran.
Au lieu-dit Saint-Bretz, au sud-est du village, à 3 km environ du village actuel existait au haut Moyen Âge une paroisse. Il est probable que cette église fut l'église paroissiale et que son patron fut saint Brice, avant la construction de l'église actuelle. Au XVIIe siècle, lors de la reconstruction de l'église après les destructions dues aux guerres de Religion, apparaît le nom de sainte Pudentienne. Selon les termes du testament d'Anne de Capmas, l'église de Pujaudran et la chapelle Saint-Brice sont, au XVIIe siècle, deux édifices distincts. La fête patronale a lieu le 19 mai, le jour de la Sainte-Pudentienne.
Avec la Révolution de 1789, intervient la vente des biens du clergé et ce, par enchères, le 9 janvier 1791, à Toulouse.
Les vestiges d'une tuilerie qui a fonctionné jusqu'à la Première Guerre mondiale subsistent auprès de la route nationale 124, de nombreuses marnières l'alimentaient en matière première et la cuisson se faisait au bois.
Le moulin Baillet est désigné sur la carte d'état-major par « ancien moulin ». Sa construction remonterait à 1808. Le moulin de Chau daterait de 1825. En 1854, Pujaudran avait quatre moulins. Vers 1934, le moulin de Chau tournait encore, de même que le moulin de Peyrolières. Deux moulins ayant appartenu à monsieur Soulan, furent démolis en 1910.
À l'époque, on trouve : un charpentier, un charron, un chevrier, un boucher, un forgeron, un coiffeur, un bureau de tabac, un boulanger, un cordonnier, un épicier, un café, la mairie, l'école, l'église, le presbytère et une auberge relais.
En 1912 la commune avait une école de garçons et une école de filles. Dans sa séance du 17 octobre 1912, Justin Izard maire et son conseil municipal demandent qu'en raison d'une baisse des effectifs scolaires il n'y ait plus qu'une seule école mixte dirigée par une institutrice.
Au village, une très belle croix en fonte, consolidée d'arceaux en fer, de 1,50 m de hauteur repose sur un socle très important. Le 16 août, à la Saint-Roch, cette croix réunissait autour d'elle les hommes et les femmes de la campagne avec leurs troupeaux pour la bénédiction.
La paroisse de Pujaudran fait partie du diocèse d'Auch. Le clocher-mur de l'église porte trois cloches et deux clochetons sur les côtés et est dressé parallèlement à la nef, face au sud. Il semblerait que cette disposition ait été choisie pour éviter l'emprise au vent.
Le 22 juillet 1983 ont également été classés les objets ci-après, conservés dans l'église de la commune : deux toiles de la fin du XVIIIe siècle, un plat de quête en cuivre du XVIe siècle, saint Brice évêque, ancien patron de l'église et sainte Pudentienne, patronne de l'église.

## Politique et administration

### Administration municipale
Le nombre d'habitants au recensement de 2011 étant compris entre 500 et 1 499 habitants, le nombre de membres du conseil municipal pour l'élection de 2014 est de quinze,.

### Rattachements administratifs et électoraux
Commune faisant partie de la communauté de communes de la Gascogne Toulousaine et du canton de L'Isle-Jourdain et avant le 1er janvier 2017 elle faisait partie de la communauté de communes des Coteaux de Gascogne.

### Liste des maires
| Période                                  | Période  | Identité       | Étiquette | Qualité                                                |
| ---------------------------------------- | -------- | -------------- | --------- | ------------------------------------------------------ |
| avant 1981                               | ?        | Georges Blaye  | DVG       |                                                        |
| 2001                                     | 2008     | René Périn     |           |                                                        |
| 2008                                     | 2020     | Roger Heiniger | DVG       | Retraité                                               |
| 2020                                     | En cours | Muriel Abadie  | PS        | Cadre, vice présidente du conseil régional d'Occitanie |
| Les données manquantes sont à compléter. |          |                |           |                                                        |

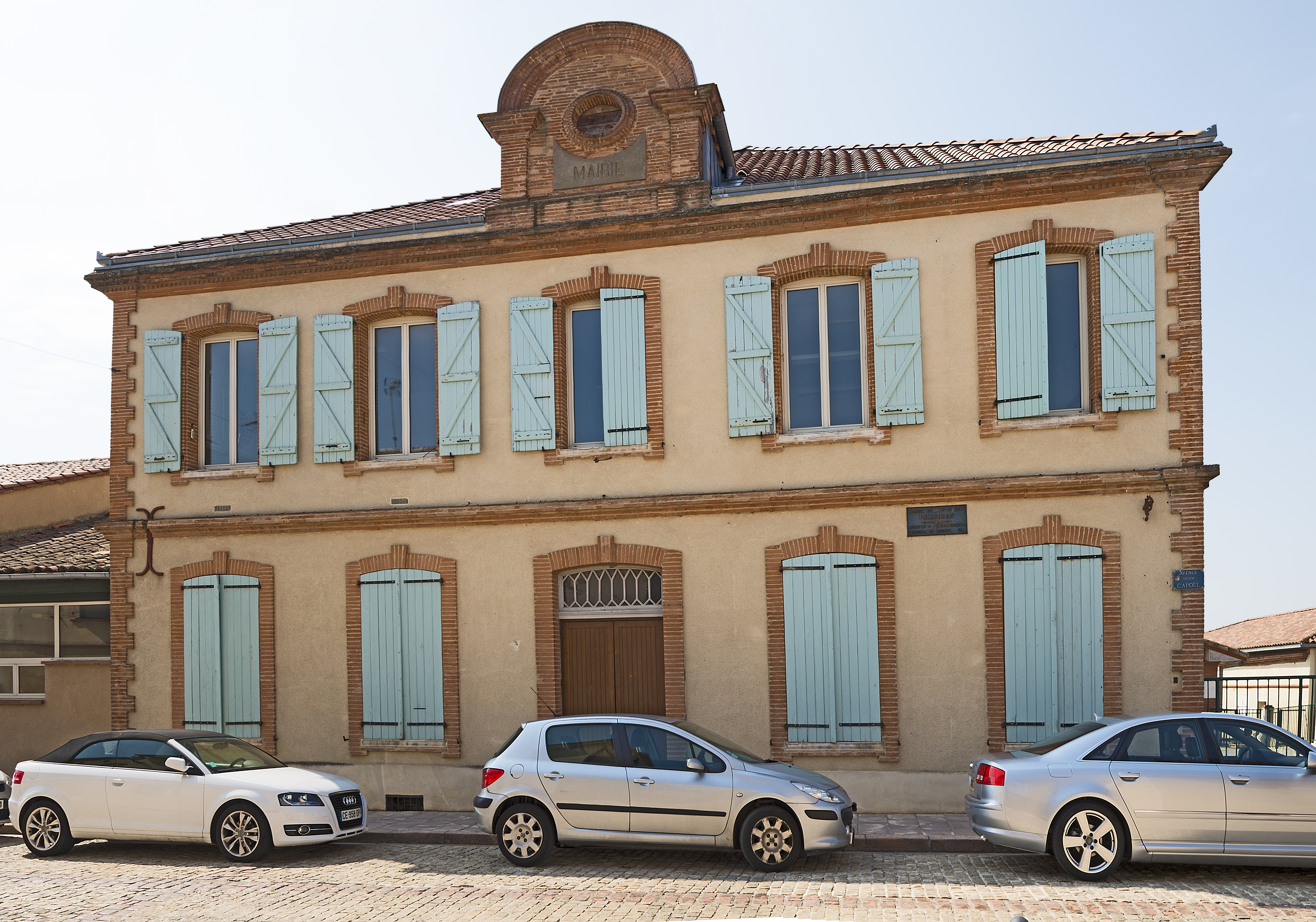
La façade de la mairie
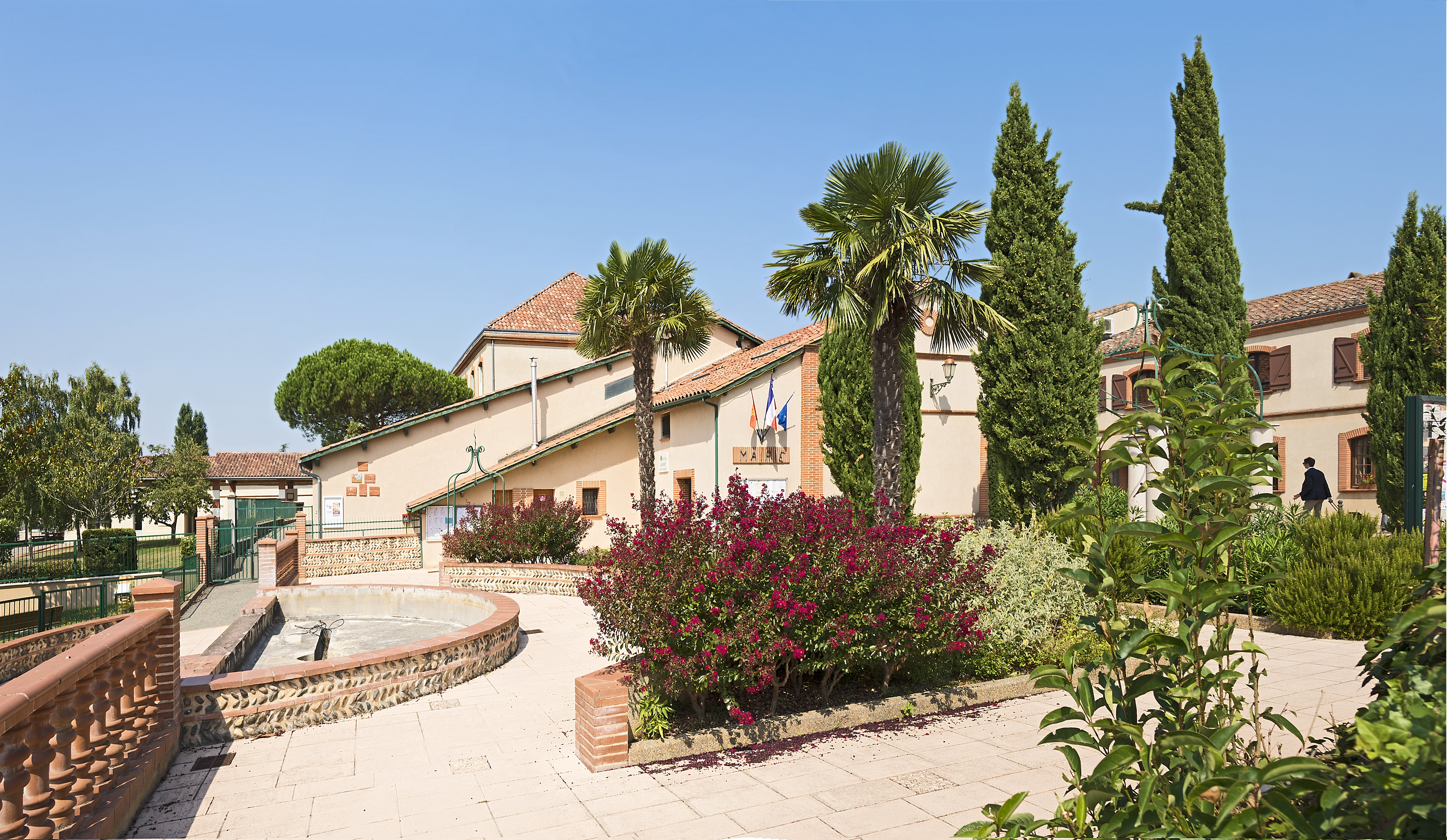

## Population et société

### Démographie
L'évolution du nombre d'habitants est connue à travers les recensements de la population effectués dans la commune depuis 1793. Pour les communes de moins de 10 000 habitants, une enquête de recensement portant sur toute la population est réalisée tous les cinq ans, les populations de référence des années intermédiaires étant quant à elles estimées par interpolation ou extrapolation. Pour la commune, le premier recensement exhaustif entrant dans le cadre du nouveau dispositif a été réalisé en 2004.

En 2022, la commune comptait 1 708 habitants, en évolution de +14,25 % par rapport à 2016 (Gers : +1,04 %, France hors Mayotte : +2,11 %).
| 1793 | 1800 | 1806 | 1821 | 1831 | 1841 | 1846 | 1851 | 1856 |
| ---- | ---- | ---- | ---- | ---- | ---- | ---- | ---- | ---- |
| 454  | 456  | 530  | 522  | 580  | 661  | 681  | 684  | 635  |

| 1861 | 1866 | 1872 | 1876 | 1881 | 1886 | 1891 | 1896 | 1901 |
| ---- | ---- | ---- | ---- | ---- | ---- | ---- | ---- | ---- |
| 609  | 661  | 582  | 618  | 634  | 577  | 573  | 547  | 540  |

| 1906 | 1911 | 1921 | 1926 | 1931 | 1936 | 1946 | 1954 | 1962 |
| ---- | ---- | ---- | ---- | ---- | ---- | ---- | ---- | ---- |
| 530  | 478  | 412  | 385  | 364  | 358  | 342  | 327  | 353  |

| 1968 | 1975 | 1982 | 1990 | 1999 | 2004  | 2006  | 2009  | 2014  |
| ---- | ---- | ---- | ---- | ---- | ----- | ----- | ----- | ----- |
| 344  | 422  | 660  | 816  | 898  | 1 167 | 1 217 | 1 298 | 1 423 |

| 2019  | 2022  | - | - | - | - | - | - | - |
| ----- | ----- | - | - | - | - | - | - | - |
| 1 578 | 1 708 | - | - | - | - | - | - | - |

| selon la population municipale des années : | 1968 | 1975 | 1982 | 1990 | 1999 | 2006 | 2009 | 2013 |
| Rang de la commune dans le département      | 106  | 101  | 47   | 32   | 32   | 22   | 20   | 19   |
| Nombre de communes du département           | 466  | 462  | 462  | 462  | 463  | 463  | 463  | 463  |

### Enseignement
Pujaudran fait partie de l'académie de Toulouse.
L'éducation est assurée sur la commune par une maternelle et une primaire.

## Économie

### Revenus
En 2018  (données Insee publiées en septembre 2021), la commune compte 598 ménages fiscaux, regroupant 1 597 personnes. La médiane du revenu disponible par unité de consommation est de 27 820 € (20 820 € dans le département).

### Emploi
|                | 2008  | 2013  | 2018  |
| -------------- | ----- | ----- | ----- |
| Commune        | 3,6 % | 4,7 % | 5,4 % |
| Département    | 6,1 % | 7,5 % | 8,2 % |
| France entière | 8,3 % | 10 %  | 10 %  |

En 2018, la population âgée de 15 à 64 ans s'élève à 994 personnes, parmi lesquelles on compte 80,4 % d'actifs (75 % ayant un emploi et 5,4 % de chômeurs) et 19,6 % d'inactifs,. Depuis 2008, le taux de chômage communal (au sens du recensement) des 15-64 ans est inférieur à celui de la France et du département.
La commune fait partie de la couronne de l'aire d'attraction de Toulouse, du fait qu'au moins 15 % des actifs travaillent dans le pôle,. Elle compte 396 emplois en 2018, contre 190 en 2013 et 151 en 2008. Le nombre d'actifs ayant un emploi résidant dans la commune est de 756, soit un indicateur de concentration d'emploi de 52,4 % et un taux d'activité parmi les 15 ans ou plus de 66,3 %.
Sur ces 756 actifs de 15 ans ou plus ayant un emploi, 80 travaillent dans la commune, soit 11 % des habitants. Pour se rendre au travail, 92,2 % des habitants utilisent un véhicule personnel ou de fonction à quatre roues, 1,4 % les transports en commun, 3,7 % s'y rendent en deux-roues, à vélo ou à pied et 2,7 % n'ont pas besoin de transport (travail au domicile).

### Activités hors agriculture

#### Secteurs d'activités
123 établissements sont implantés  à Pujaudran au 31 décembre 2019. Le tableau ci-dessous en détaille le nombre par secteur d'activité et compare les ratios avec ceux du département,.
| Secteur d'activité                                                                                        | Commune | Commune | Département |
| Secteur d'activité                                                                                        | Nombre  | %       | %           |
| --- | ------- | ------- | ----------- |
| Ensemble                                                                                                  | 123     | 100 %   | (100 %)     |
| Industrie manufacturière, industries extractives et autres                                                | 12      | 9,8 %   | (12,3 %)    |
| Construction                                                                                              | 22      | 17,9 %  | (14,6 %)    |
| Commerce de gros et de détail, transports, hébergement et restauration                                    | 21      | 17,1 %  | (27,7 %)    |
| Information et communication                                                                              | 4       | 3,3 %   | (1,8 %)     |
| Activités financières et d'assurance                                                                      | 3       | 2,4 %   | (3,5 %)     |
| Activités immobilières                                                                                    | 7       | 5,7 %   | (5,2 %)     |
| Activités spécialisées, scientifiques et techniques et activités de services administratifs et de soutien | 20      | 16,3 %  | (14,4 %)    |
| Administration publique, enseignement, santé humaine et action sociale                                    | 21      | 17,1 %  | (12,3 %)    |
| Autres activités de services                                                                              | 13      | 10,6 %  | (8,3 %)     |

Le secteur de la construction est prépondérant sur la commune puisqu'il représente 17,9 % du nombre total d'établissements de la commune (22 sur les 123 entreprises implantées  à Pujaudran), contre 14,6 % au niveau départemental.

#### Entreprises et commerces
Les cinq entreprises ayant leur siège social sur le territoire communal qui génèrent le plus de chiffre d'affaires en 2020 sont : 
- Air Support, réparation et maintenance d'aéronefs et d'engins spatiaux (26 041 k€)
- Ateliers Etudes Realisations Electromeca - Aerem, mécanique industrielle (4 766 k€)
- Esbelt, commerce de gros (commerce interentreprises) de fournitures et équipements industriels divers (3 829 k€)
- Le Puits Saint Jacques, restauration traditionnelle (1 819 k€)
- SARL Mazeries, travaux d'installation électrique dans tous locaux (525 k€)

L'activité économique est relativement peu développée et la plupart des habitants ont une activité dans l'agglomération toulousaine voisine. La modernisation en cours de la RN 124 et la diminution du temps de parcours vers Toulouse entraînent une forte spéculation immobilière. Des restaurants sont aussi présents, dont une pizzeria et un restaurant étoilé.
Un marché a lieu tous les vendredis en fin d'après-midi.

### Agriculture
La commune est dans les « Coteaux du Gers », une petite région agricole occupant l'est du département du Gers. En 2020, l'orientation technico-économique de l'agriculture  sur la commune est la culture de céréales et/ou d'oléoprotéagineuses.
|               | 1988 | 2000 | 2010 | 2020 |
| ------------- | ---- | ---- | ---- | ---- |
| Exploitations | 26   | 20   | 17   | 15   |
| SAU (ha)      | 718  | 554  | 516  | 559  |

Le nombre d'exploitations agricoles en activité et ayant leur siège dans la commune est passé de 26 lors du recensement agricole de 1988  à 20 en 2000 puis à 17 en 2010 et enfin à 15 en 2020, soit une baisse de 42 % en 32 ans. Le même mouvement est observé à l'échelle du département qui a perdu pendant cette période 51 % de ses exploitations,. La surface agricole utilisée sur la commune a également diminué, passant de 718 ha en 1988 à 559 ha en 2020. Parallèlement la surface agricole utilisée moyenne par exploitation a augmenté, passant de 28 à 37 ha.

## Culture locale et patrimoine

### Lieux et monuments

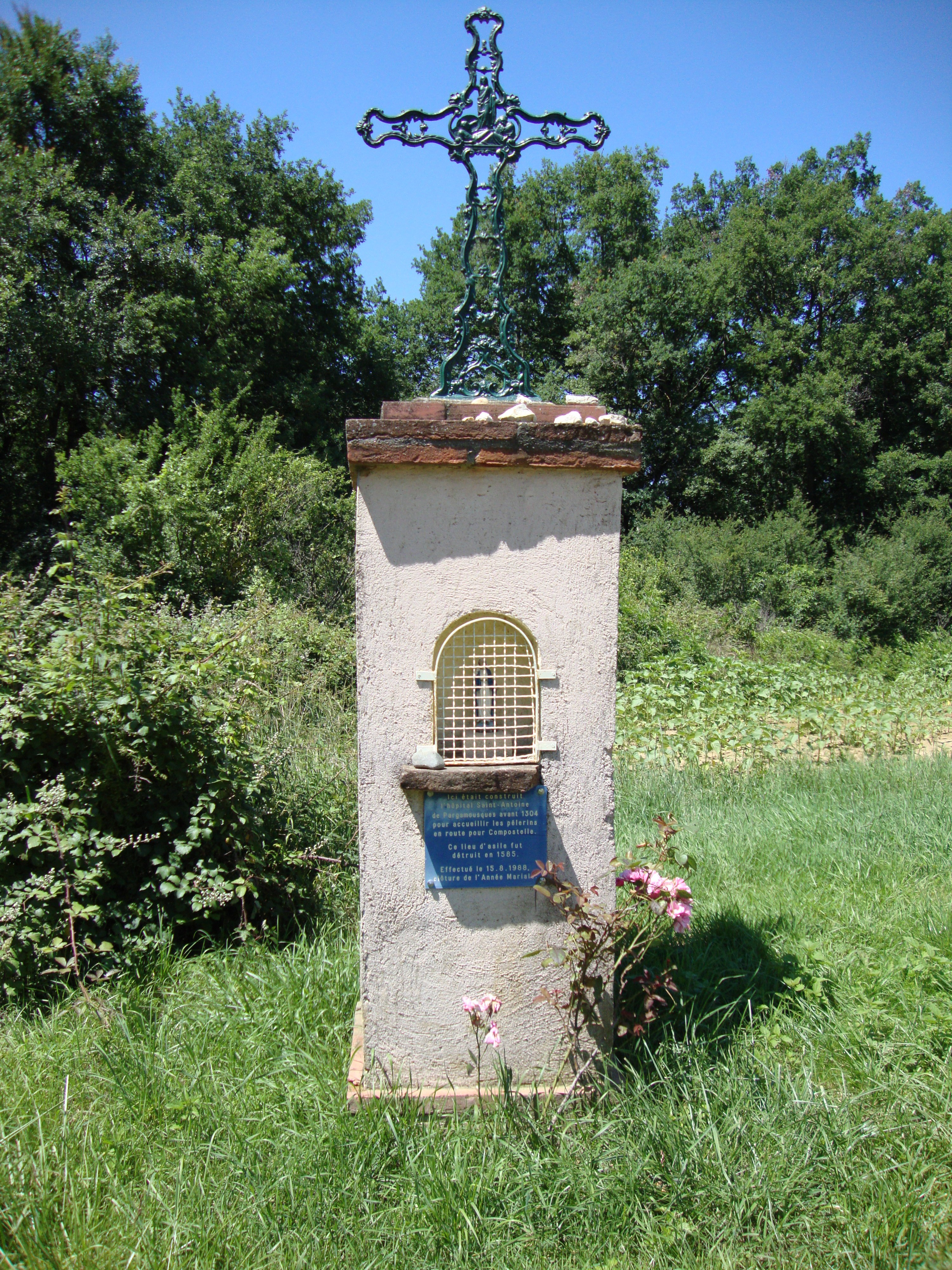
Oratoire de la Vierge Marie commémorant l'hôpital Saint-Antoine

Le château de Lartus, de style Second Empire, construit en 1850 eut plusieurs propriétaires dont le ténor Victor Capoul.
Église Saint-Brice à clocher mur.
Oratoire de la Vierge Marie commémorant l'hôpital Saint-Antoine.

### Personnalités liées à la commune
- Victor Capoul chanteur ténor, né à Toulouse en 1839, obtint en 1861, le premier prix d'opéra comique au Conservatoire de Paris. Il fut directeur de la scène à l'Académie nationale de musique, ainsi que directeur de l'Opéra de New-York. Le 18 février 1924, il s'est éteint et repose au cimetière de Pujaudran où l'on peut voir son caveau.
- Yannick Forestier, joueur de rugby du C.O. à longtemps habité le village.

### Héraldique
| Blason | Blasonnement : Écartelé : au premier de gueules à la croix cléchée, vidée et pommetée de douze pièces d'or, au deuxième d'argent à l'arbre arraché au naturel, au troisième d'azur à la coquille d'or, au quatrième d'or au lion de gueules ; au bourdon de sable brochant sur la partition. |

## Vie pratique

### Culture
Médiathèque, ludothèque, comité des fêtes, théâtre, danse.

### Activités sportives
Pétanque, arts martiaux, gymnastique, chasse, randonnées.